# モンロー郡 (テネシー州)
座標: 北緯35度45分 西経84度25分 / 北緯35.750度 西経84.417度
モンロー郡（英: Monroe County）は、アメリカ合衆国のテネシー州にある郡。2000年の人口は3万8961人で、郡庁所在地はマディソンビル (Madisonville)である。

## 地理
国勢調査局の調査では総面積1690平方キロ（653平方マイル）で、うち1644平方キロ（635平方マイル）が陸地、総面積の2.71%にあたる46平方キロ（18平方マイル）が水域である。
隣接する郡
- ラウドン郡（北）
- ブラウント郡（北東）
- グラハム郡 (ノースカロライナ州)（東）
- チェロキー郡 (ノースカロライナ州)（南東）
- ポーク郡（南西）
- マクミン郡（西）

郡の一部はチェロキー国有林に指定されている。
郡内のスウィートウォーターの南東7マイルには「ロスト・シー」という北アメリカ大陸最大の地下湖へ通ずる洞窟がある。1905年に当時13歳だったベン・サンズが発見したもので、1940年にはジョージ・ゲイロード・シンプソンにより人骨と更新世の2頭のジャガー（Panthera onca augusta）が見つかった。

## 人口動態
2000年の国勢調査時点でこの郡には3万8961人、1万5329世帯、1万1236家族が暮らしていた。人口密度は1平方キロあたり24人で、平方マイルに換算すると61人となる。住居数は1万7287軒で、1平方キロあたりに11軒（1平方マイルあたりでは27軒）が建っていることになる。住民のうち白人が94.87%を、アフリカ系が2.27%を、ネイティブ・アメリカンが0.36%を、アジア系が0.36%を、太平洋諸島系は0.02%を、その他の人種は0.86%を、混血は1.26%を、ヒスパニック（ラテン系）は1.76%を占める。

2000年国勢調査の結果をもとに作成した郡の人口ピラミッド

1万5329世帯のうち32.1%は18歳未満の子供と暮らしており、59.4%は夫婦で生活している。10.0%は未婚の女性が世帯主であり、26.7%は家族以外の住人と同居している。23.3%が独り身世帯で、9.4%を独居老人が占める。1世帯あたりの平均構成人数は2.51人、家庭の構成人数は2.94人である。
住民のうち24.7%が18歳未満の未成年、8.7%が18歳以上24歳以下、28.6%が25歳以上44歳以下、24.8%が45歳以上64歳以下、13.2%が65歳以上となっており、平均年齢は37歳である。女性100人に対し男性が97.2人いる一方、18歳以上の女性100人ごとに対しては93.9人いる。
一世帯あたりの平均収入は3万337米ドルで、家族ごとでは3万4902米ドルである。男性の平均収入は2万9621米ドル、女性の平均収入は2万1064米ドルで、労働者でない人々も含めた住民一人当たりの収入は1万4951米ドルとなる。総人口の12.0%、家族の15.5%、18歳未満の子どもの19.4%、および65歳以上の老人の17.7%は貧困線以下の収入で生計を立てている。

## 都市および町
- マディソンビル (en:Madisonville, Tennessee)
- テリコプレーンズ (en:Tellico Plains, Tennessee)
- スウィートウォーター (en:Sweetwater, Tennessee)
- ボノア (en:Vonore, Tennessee)

## 交通
マディソンビルの中心地区から北西に3.7km行ったところに郡営のモンロー郡空港がある。